# ويليام فاولر (لاعب كرة قدم أمريكية)
ويليام فاولر (بالإنجليزية: William Fuller)‏ هو لاعب كرة قدم أمريكية أمريكي، ولد في 8 مارس 1962 في نورفولك في الولايات المتحدة.

## وصلات خارجية
- ويليام فاولر على موقع مرجع كرة القدم المحترفة.كوم (الإنجليزية)